# 帕爾多米格爾區
5°44′32″S 77°30′39″W / 5.7422°S 77.5108°W
帕爾多米格爾區（西班牙語：Distrito de Pardo Miguel），是秘魯的一個區，位於該國中北部聖馬丁大區的里奧哈省，始建於1984年12月26日，面積1,131.9平方公里，海拔高度975米，2005年人口16,440，人口密度每平方公里15人。